# 李恕谷墓
李恕谷墓，位于中国河北省保定市留史镇西曹佐村，为保定市蠡县的一个省级文物保护单位，类型为古墓葬，公布时间为2001年2月7日。
李恕谷墓的历史年代为清代。